# 보비 헤브

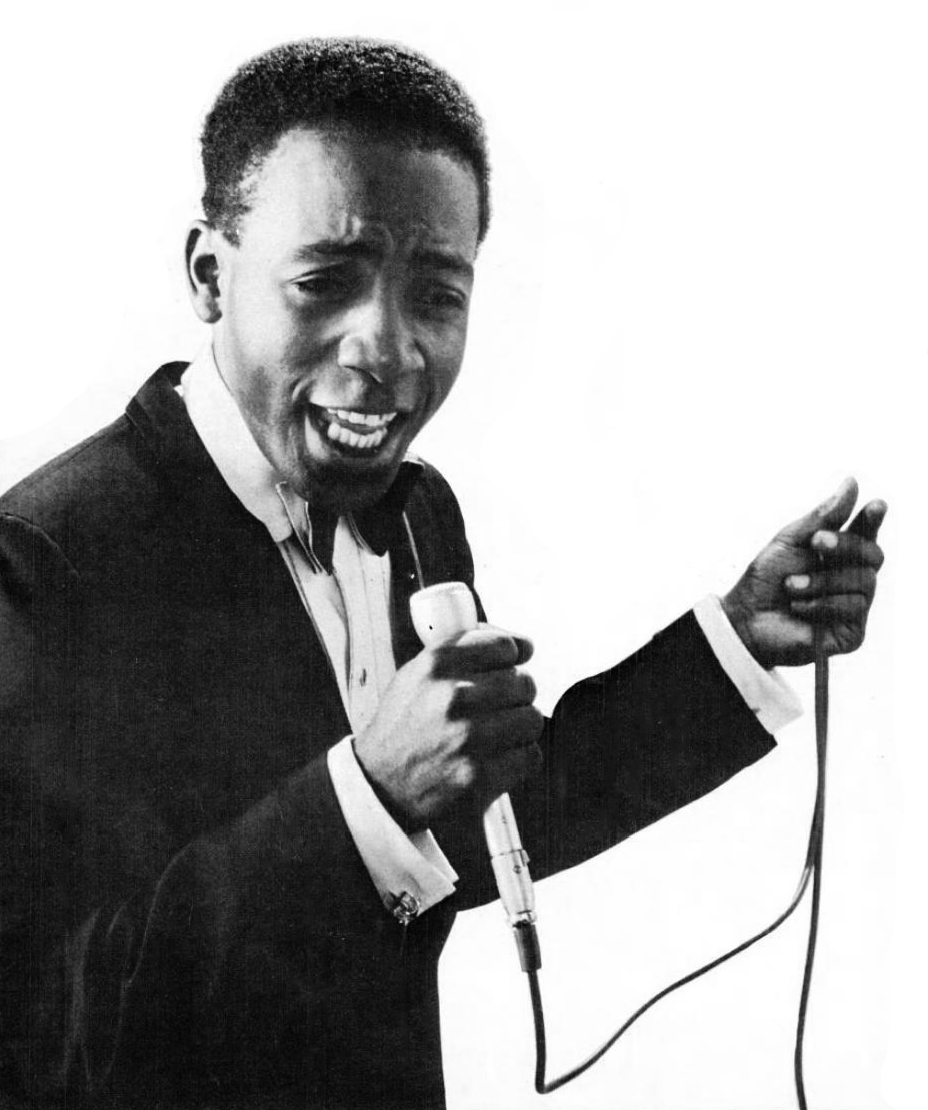

보비 헤브(Bobby Hebb, 1938년 7월 26일 ~ 2010년 8월 3일)는 미국 테네시주 내쉬빌에서 로버트 본 햅(Robert Von Hebb)이라는 이름을 가진 미국의 싱어송라이터이다.
또한 1966년에 만들었던 Sunny라는 노래를 만든 가수로 널리 알려졌으며, 대한민국에서는 SK그룹의 기업 PR 광고에서도 인기가 많다.